# Neocranaus dybasi
Neocranaus dybasi is een hooiwagen uit de familie Cranaidae.